# Herbert Brenon

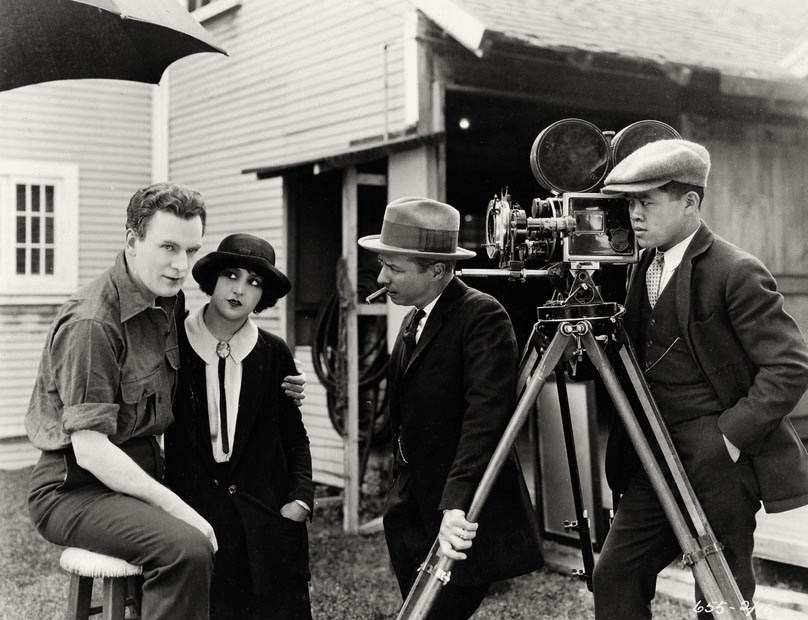
The Alaskan (1924)

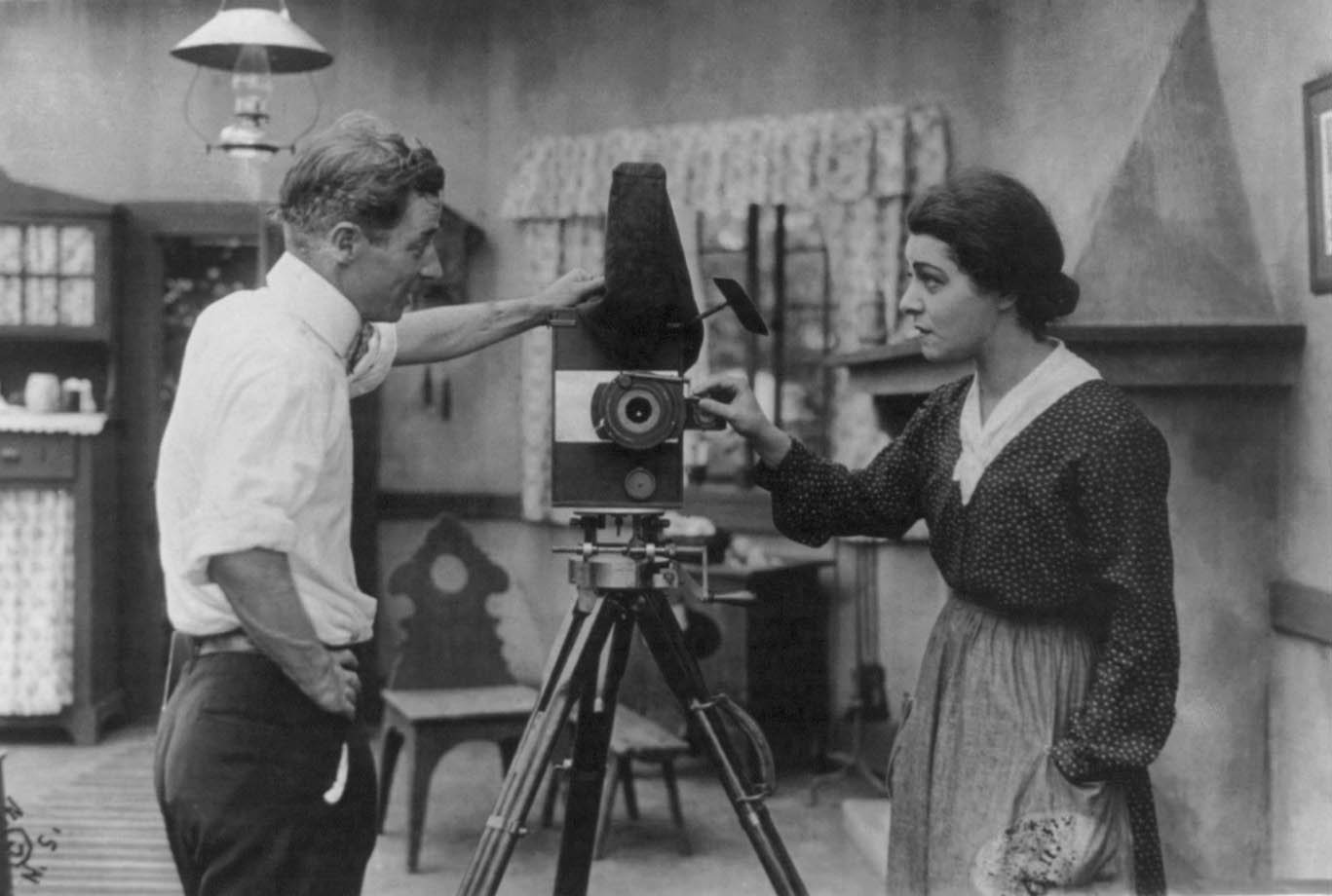
Herbert Brenon amb l'atriu Alla Nazimova (1916)

Herbert Brenon o Alexander Herbet Reginald St. John Brenon (Dublín, 13 de gener de 1880 – Los Angeles, 21 de juny de 1958) va ser un director de cinema durant l'època del cinema mut a la dècada de 1930.

## Biografia
Va néixer a Kingstown (Irlanda), alavora de Dublin, i va ser educat en la  St Paul's School i al King's College de Londres. El 1896 va emigrar als Estats Units amb la seva família. A Nova York va trobar feina a l'oficina de Joseph Vion, que exercia com a representant en el món del vodevil. La temporada 1897-98 va començar a fer petits papers. El 1904 es va casar amb l'actriu Helen Oberg amb qui va tenir un fill, Cyril Herbert, el 1906. El 1908 va adquirir un teatre per a fer projeccions cinematogràfiques a Pennsylvania que de mica en mica el va anar decantant cap el mone de la producció.
El 1911 va fer el seu debut al cinema com a escenògraf i guionista per a la IMP. A l'any següent ja treballava com a director i actor. Durant la seva carrera va actuar en 22 pel·lícules, en va dirigir 128 i en va escriure 58. Va dirigir a nombrosos actors famosos com Theda Bara, Annette Kellerman, Ronald Colman, Lon Chaney, Loretta Young, Alice Joyce, Clara Bow, Anna May Wong, Norma Talmadge. Amb l'arribada del sonor les seves pel·lícules foren cada cop més modestes i retornà al Regne Unit. El 1939 s'acaba retirant i retornà als Estats Units.
Algunes de les seves pel·lícules més notables van ser les adaptacions cinematogràfiques com la primera Peter Pan (1924) i Beau Geste (1926), Sorrell and Son (1927) per la que va ser nominat pel premi Oscar al millor director de la primera edició dels primers Premis Oscar 1928. Laugh, Clown, Laugh (1928) amb Lon Chaney i l'última The Flying Squad (1940). Va morir a Los Angeles, Califòrnia, el 21 de juny de 1958 i va ser enterrat en un mausoleu privat al cementiri de Woodlawn, a Nova York.

## Filmografia seleccionada
- All for Her (1912)
- Dr. Jekyll and Mr. Hyde (1913) amb King Baggot
- Absinthe (1914)
- Neptune's Daughter (1914)
- The Kreutzer Sonata (1915) amb Theda Bara
- The Clemenceau Case (1915) amb Theda Bara
- The Two Orphans (1915) amb Theda Bara
- Sin (1915) amb Theda Bara
- The Soul of Broadway (1915)
- A Daughter of the Gods (1916)
- Victory and Peace (1918)
- The Passing of the Third Floor Back (1918)
- 12.10 (1919)
- The Passion Flower (1921)
- Moonshine Valley (1922)
- The Spanish Dancer (1923) amb Pola Negri i Wallace Beery
- The Street of Forgotten Men (1925) amb Louise Brooks
- The Alaskan (1924)
- Peter Pan (1924)
- The Side Show of Life (1924)
- A Kiss for Cinderella (1925)
- Dancing Mothers (1926) amb Alice Joyce, Conway Tearle i Clara Bow
- El gran Gatsby (The Great Gatsby) (1926) amb Warner Baxter
- Beau Geste (1926) amb Ronald Colman
- Sorrell and Son (1927) amb H. B. Warner
- Laugh, Clown, Laugh (1928) amb Lon Chaney i Loretta Young
- The Rescue (1929) amb Ronald Colman i Lili Damita
- The Case of Sergeant Grischa (1930)
- Honours Easy (1935)
- Royal Cavalcade (1935)
- Someone at the Door (1936)
- Living Dangerously (1936)
- The Live Wire (1937)
- The Dominant Sex (1937)
- Spring Handicap (1937)
- Housemaster (1938)
- Yellow Sands (1938)
- Black Eyes (1939)
- The Flying Squad (1940)

## Premis i nominacions

### Nominacions
- 1929. Oscar al millor director per Sorrell and Son